# Ondřej Macek
Ondřej Macek (Praga, 12 dicembre 1971) è un clavicembalista, direttore d'orchestra e musicologo ceco.
Si è specializzato in special modo nella musica barocca e in particolare nel repertorio operistico italiano del Sei- e del Settecento. Dal 1997 vive e lavora al castello di Český Krumlov, dove si occupa di ricerca e interpretazione dell’opera barocca.

## Formazione
Ha studiato contrappunto e composizione con František Kovaříček; in seguito clavicembalo e basso continuo con il clavicembalista israeliano Shalev Ad-El. Ha approfondito la sua conoscenza del basso continuo in vari corsi di perfezionamento, ad esempio in Francia (Printemps des Arts a Nantes, Rencontre Musical al castello di Villarceux vicino a Parigi) e in Germania (Internationale Händel-Akademie a Karlsruhe).
Contemporaneamente ha studiato musicologia all’Università Carolina e all’Università Masaryk a Brno.

## Attività artistica
Nel 1991 ha fondato il gruppo barocco Cappella Accademica (nel 2005 ribattezzato Hof-Musici), di cui è il direttore artistico. Oggi Hof-Musici è un ensemble, formato da cantanti e strumentisti provenienti da vari Paesi, specializzato nella messa in scena di opere secondo la prassi del periodo barocco (in inglese historically informed performance). Con tale ensemble si esibisce nella Repubblica Ceca e all’estero: Primavera di Praga, Primavera delle Arti di Nantes (Francia), Feste Musicali per San Rocco a Venezia, Internationale Händel-Festspiele di Göttingen (Germania), Baroque à Saint-Roch di Liegi (Belgio), Festival Galuppi di Venezia, Le Serate Barocche di Varždin (Croazia), Haydn-Tage presso il castello di Rohrau (Austria), Sonntagskonzerte im Liechtenstein Palais a Vienna, Festival Haydn presso il castello di Eszterhaza (Ungheria), festival Il Suono & Il Sacro di Caserta, Handel Festival Japan di Tokyo. A partire dal 2008 è direttore artistico del Festival dell’Arte Barocca di Český Krumlov. Dal 2015 è membro del comitato della Società Mozart della Repubblica Ceca.
Oltre alla ricerca musicologica e all'attività concertistica si dedica anche all'insegnamento. Tra il 1996 e il 1999 ha insegnato musica da camera e prassi del basso continuo all’accademia di musica antica presso l’Università Masaryk a Brno, mentre dal 2008 al 2011 ha tenuto corsi di musica barocca al Conservatorio di musica dell’Ordine Teutonico a Opava (Troppau).
Il suo interesse principale è rivolto alla cantata, alla serenata, all’oratorio e soprattutto al dramma per musica italiano composti o rappresentati nell'arco temporale dal 1680 al 1770. Oltre a concretare la prassi esecutiva vocale e strumentale dell’epoca si adopera – insieme con la regista Zuzana Vrbová – anche alla ricostruzione dello stile di recitazione, e dunque della gestualità, del Sei- e del Settecento. Questo suo impegno nella messa in scena di opere secondo la prassi del periodo barocco si è tradotto in una regolare collaborazione con il Teatro del Castello di Český Krumlov (Boemia meridionale), che rappresenta un caso pressoché unico di teatro barocco perfettamente conservato nel suo stato originario (1766). A partire dal 2000 vi esegue annualmente, con l’ensemble Hof-Musici, quasi esclusivamente prime esecuzioni in tempi moderni di lavori (di Alessandro Scarlatti, Nicola Porpora, Johann Adolf Hasse, Antonio Caldara, Antonio Boroni e altri) fino ai nostri giorni sono sconosciuti e preservati in archivi e biblioteche europei. Nel 2007 ha suscitato grande interesse internazionale la sua scoperta di una parte considerevole delle arie dell'Argippo, opera praghese di Vivaldi considerata perduta.
Questi i lavori eseguiti negli anni dagli ensembles Cappella Accademica e Hof-Musici sotto la direzione di Ondřej Macek (si indicano qui solamente le prime esecuzioni in tempi moderni):
| Anno | Compositore, Titolo. Genere, luogo e data della prima esecuzione o rappresentazione                                                    |
| ---- | --- |
| 1999 | Pietro Paolo Bencini, Il Sacrificio di Abramo. Oratorio, Roma 1708                                                                     |
| 2000 | Benedetto Marcello, La Giuditta. Oratorio, Venezia 1709                                                                                |
|      | Antonio Vivaldi, Orlando finto pazzo. Dramma per musica, Venezia 1714                                                                  |
| 2001 | Alessandro Scarlatti, L’Amor generoso. Dramma per musica, Napoli 1714                                                                  |
| 2002 | Alessandro Scarlatti, Despina, e Niso. Intermezzi, Venezia 1724                                                                        |
| 2003 | Antonio Caldara, Il Natale d’Augusto. Festa da camera, Vienna 1733                                                                     |
| 2004 | Johann Joseph Fux, Il Trionfo della Fede. Oratorio, Vienna 1716                                                                        |
|      | Facetum musicum. Pasticcio in un atto (musiche di A. Lotti, A. Vivaldi, G.F. Händel, anonimo) in lingua latina, monastero di Osek 1738 |
| 2005 | Johann Joseph Fux, Giunone placata. Festa teatrale, Vienna 1725                                                                        |
|      | Antonio Caldara, Ghirlanda di Fiori. Componimento pastorale per musica, Vienna 1726                                                    |
| 2006 | Antonio Caldara, Scipione Affricano il Maggiore. Festa da camera, Vienna 1735                                                          |
| 2007 | Johann Adolf Hasse, Semele ossia La Richiesta fatale. Serenata a tre, Napoli 1726                                                      |
| 2008 | Antonio Vivaldi, Argippo. Dramma per musica, Praga 1730                                                                                |
| 2009 | Nicola Porpora, La Morte d’Ercole. Serenata a tre, Napoli 1712                                                                         |
| 2010 | Johann Adolf Hasse, Tito Vespasiano ovvero La Clemenza di Tito. Dramma per Musica, Pesaro 1735                                         |
| 2011 | Antonio Vivaldi, L’Unione della Pace, e di Marte. Serenata a tre, Venezia 1727                                                         |
| 2012 | Johann Adolf Hasse, Enea in Caonia. Serenata a 5 voci con varj strumenti, Napoli 1727                                                  |
|      | Giuseppe Porsile, Il Sacrificio di Gefte. Azione sacra, Vienna 1724                                                                    |
|      | Anonimo, La Confusione esperta. Serenata, Vienna [?]                                                                                   |
| 2013 | Nicola Porpora, Siface. Dramma per musica, Venezia 1725                                                                                |
| 2014 | Johann Adolf Hasse, L’Ipermestra. Dramma per musica, Vienna 1744                                                                       |
|      | Antonio Caldara, S. Elena al Calvario. Componimento Sacro per Musica, Vienna 1731                                                      |
| 2015 | Antonio Boroni, L’Amore in Musica. Dramma giocoso per musica, Venezia 1763                                                             |
| 2016 | Antonio Caldara, L’Asilo d’Amore. Festa teatrale, Linz 1732                                                                            |
| 2017 | Antonio Boroni: La Didone. Dramma serio per musica, Praga 1768                                                                         |

## Riscoperte operistiche
I risultati più rilevanti della sua attività sono dati dalla riscoperta di opere barocche oggi trascurate o considerate perdute, come appunto Argippo, opera praghese di Antonio Vivaldi, la serenata L’Unione della Pace, e di Marte pure di Vivaldi, o il dramma per musica di Johann Adolf Hasse L'Ipermestra, la cui prima esecuzione in tempi moderni ha avuto luogo il 7 giugno 2014 nel Palazzo Lobkowicz al Castello di Praga. Altre esecuzioni dell'Ipermestra hanno avuto luogo nel Teatro barocco del castello di Český Krumlov nel settembre 2014.

## Discografia
Questi i CD e DVD di musica barocca incisi da Ondřej Macek, in qualità di direttore al cembalo, con l'ensemble Hof-Musici:
- Antonio Vivaldi, Argippo (CD 2009), Dynamic, CDS 626/1-2
- "Sonate que-me-veux-tu“ (CD 2011)
- Cantate Veneziane (CD 2012)
- Antonio Vivaldi, L’Unione della Pace, e di Marte (DVD 2012), Festival of Baroque Art Český Krumlov
- Johann Adolf Hasse, Enea in Caonia (CD 2012, DVD 2013), Festival of Baroque Art Český Krumlov
- Nicola Porpora, Siface (DVD 2014), Festival of Baroque Art Český Krumlov
- Benedetto Marcello, Cantate a voce sola (CD, 2014)
- Johann Adolf Hasse, Complete Solo Cantatas, Volume I (CD, 2016), Toccata Classics, TOCC0228
- Corelli’s Legacy (CD 2016), Hungaroton, HCD32765